# 格洛戈瓦茨市镇
格洛戈瓦茨市镇（羅馬化：Opština Glogovac），是科索沃普里什蒂納區的一个市镇，行政中心为格洛戈瓦茨。市镇面积为290平方公里，人口数量为58,531人（2011年）。